# Amphiestris
Amphiestris is een geslacht van rechtvleugeligen uit de familie sabelsprinkhanen (Tettigoniidae). De wetenschappelijke naam van dit geslacht is voor het eerst geldig gepubliceerd in 1853 door Fieber.

## Soorten
Het geslacht Amphiestris  is monotypisch en omvat slechts de volgende soort:
- Amphiestris baetica (Rambur, 1838)